# دل وود
دل وود (بالإنجليزية: Del Wood)‏ هي عازفة بيانو ومغنية وكاتبة غنائية أمريكية، ولدت في 22 فبراير 1920 في ناشفيل في الولايات المتحدة، وتوفيت في 3 أكتوبر 1989 بسبب سكتة.

## وصلات خارجية
- دل وود على موقع IMDb (الإنجليزية)
- دل وود على موقع ميوزك برينز (الإنجليزية)
- دل وود على موقع ديسكوغز (الإنجليزية)